# Marcus Aurelius Probus
Marcus Aurelius Probus (n. 9 august 232 d.Hr., Sirmium⁠(d), Pannonia Inferior, Imperiul Roman – d. 282 d.Hr., Sirmium⁠(d), Pannonia Inferior, Imperiul Roman) a fost un împărat roman (276–282).

## Biografie
Originar din Sirmium, Pannonia, fiu al unui tribun, Probus și-a început cariera militară de foarte tânăr. Ca soldat, s-a făcut remarcat sub împărații Valerian, Aurelian și Tacit. În anul morții lui Tacit, 276, Probus a fost numit comandantul militar al "Orientului". Soldații l-au proclamat împărat imediat după moartea lui Tacit.
Florianus, care se considera îndreptățit pentru succesiunea la tron, a fost asasinat de propriii soldați după o campanie militară nedecisivă. Probus s-a mutat în Occident, a învins goții, dobândind titlul onorific Gothicus (280), iar poziția i-a fost ratificată de Senat.
Domnia lui Probus s-a consumat în general în războaie încununate de succes, prin care a restabilit securitatea la frontiere. Cele mai importante dintre operațiuni erau îndreptate spre eliberarea Galiei de invadatorii germanici (francii, alemanii, burgunzii și longionii), permițându-i lui Probus să adopte titlurile onorifice Gothicus Maximus și Germanicus Maximus.
Unul dintre principiile lui era să nu permită niciodată soldaților săi să fie inactivi, și îi angaja pe timp de pace la munci comunitare, între altele la extinderea plantațiilor de viță de vie în Galia, Pannonia și alte ținuturi, cu scopul de a relansa economia în acele teritorii devastate.
În 279-280, Probus era, potrivit lui Zosimus, în Rhaetia, Illyria și Licia, unde a condus bătălii cu vandalii. În aceiași ani, generalii lui Probus i-au învins pe blemienii nubieni în provincia Egipt, Probus a dispus reconstruirea podurilor peste Nil și a canalelor de-a lungul fluviului, unde era concentrată producția de grâne a imperiului.
În 280-281, Probus a doborât trei uzurpatori, Iulius Saturninus (în Siria), Proculus (în Galia) și Bonosus (în Colonia Claudia Ara Agrippinensium, astăzi Köln). Anvergura acestor revolte nu este clară, dar există indicii că nu erau doar probleme locale. În 281, împăratul era în Roma, unde și-a celebrat triumful.
Probus era nerăbdător să inițieze campania estică, întârziată de revoltele din vest. A părăsit Roma în 282, îndreptându-se întâi spre Sirmium, orașul său natal, când a primit vestea că Marcus Aurelius Carus, comandantul Gărzii pretoriene, a fost proclamat împărat. Probus a trimis trupe împotriva noului uzurpator, dar, la vestea că acestea au trecut de partea lui Carus, Probus a fost asasinat de propriii soldați (septembrie/octombrie 282).
1. ↑  Probus, accesat în 9 octombrie 2017
2. 1 2  RSKD / Probus[*] Verificați valoarea |titlelink= (ajutor)
3. 1 2  IeSG / Prob, Mark Avreli[*] Verificați valoarea |titlelink= (ajutor)
4. ↑  Probo, Diccionario biográfico español, accesat în 9 octombrie 2017
5. ↑  Marc Aureli Probe, Gran Enciclopèdia Catalana
6. ↑  Probus Emperor of Rome, Catalogue of the Unione Romana Biblioteche Scientifiche
7. ↑  Probus, Encyclopædia Britannica Online, accesat în 9 octombrie 2017